# Cousances-au-Bois
Pour les articles homonymes, voir Cousances (homonymie).
Cousances-au-Bois  est une commune associée du département de la Meuse, en région Grand Est.

## Toponymie
Le nom de la localité est attesté sous les formes Cosantia villa (870) ; Cussiliacum in pago Barrense (709) ; Cussiacum, Cursiriacum ou Cussiriacum (1106) ; Cousance-au-Bois (1579) ; Cousancelle-aux-Bois (1711) ; Cousancium-in-Silvis (1749).

Dérivé de l'hydronyme prélatin *cosa suivi du suffixe -antia, le village est établi à la source d'un cours d'eau.

## Histoire
Le 1er janvier 1973, Triconville devient Cousances-lès-Triconville à la suite de sa fusion-association avec Cousances-au-Bois.

## Politique et administration
| Période                                  | Période  | Identité             | Étiquette | Qualité |
| ---------------------------------------- | -------- | -------------------- | --------- | ------- |
| avant 2002                               | En cours | Jean-Pierre VICHERAT | DVD       |         |
| Les données manquantes sont à compléter. |          |                      |           |         |

## Démographie
| 1926 | 1936 | 1946 | 1954 | 1962 | 1968 |
| ---- | ---- | ---- | ---- | ---- | ---- |
| 166  | 30   | 26   | 34   | 32   | 30   |